# Millions of Dead Cops (album)
Millions of Dead Cops è il primo album studio degli MDC.

## Tracce

### Lato A
1. Business on Parade (words - Dictor, music - Posner & Dictor) - 1:26
2. Dead Cops/America's So Straight (words - David Dictor, music - Posner) - 1:59
3. Born to Die (words - Dictor, music - Posner) - 1:57
4. Corporate Deathburger (words - Dictor & Schultz, music - Posner) - 1:16
5. Violent Rednecks (words - Dictor, music - Posner) - 0:39
6. I Remember (words - Dictor, Brodski, Schultz, Alpert, music - Brodski, Schultz, Alpert) - 1:59
7. John Wayne Was a Nazi (words - Dictor & Schultz, music - Dictor) - 2:06

### Lato B
1. Dick for Brains (words & music - David Dictor) - 1:03
2. I Hate Work (words - Dictor, music - Posner & Dictor) - 0:55
3. My Family (words & music - Dictor) - 1:54
4. Greedy & Pathetic (words - Dictor & Schultz, music - Posner) - 1:23
5. Church & State (words - Dictor & Schultz, music - Posner) - 0:30
6. Kill the Light (words - Dictor & Schultz, music - Posner) - 1:14
7. American Achievements (words - Dictor, music - Posner) - 2:15